# تنوب ميلري
تنوب ميلري (الاسم العلمي: Abies milleri)، نوع منقرض من شجر التنوب معروف من خلال بقاياه الأحفورية الموجودة في رواسب من مرحلة الأبريسيني في الفترة الفجرية المبكرة (حوالي 49.5 مليون سنة مضت) في ولاية واشنطن، الولايات المتحدة الأمريكية، وهو أقدم سجل مؤكد لجنس التنوب.